# Ілона Кутни
Ілона Кутни (нар. 1 березня 1953, Будапешт) — живе в Польщі, угорська лінгвістка і есперантистка, габілітований доктор, доцент UAM, викладач університету, завідувач кафедри фіно-угорськоїфілології, керівник міжлінгвістичної післядипломної освіти університету імені Адама Міцкевича у Познані . Вона є членом Академії де-есперанто.
Її чоловік, Збігнєв Галор — соціолог і есперантист, доцент університету в Щецині, був президентом Міжнародної академії наук у Польщі.

## Вибрані публікації
- 2015 : ІНФОРМАЦІЯ З МОВНОЇ КОМУНІКАЦІЇ. Том 10. Спеціальний номер: Інтерлінгвістика та есперантологія. Під редакцією Ілони Кутни. Видавець Рис. Познань 2015. [Архівовано 20 квітня 2018 у Wayback Machine.] (англ.)
- 2003 : Міжкультурний діалог в Європі: англійська та есперанто як альтернативні форми комунікації (лекція) [в:] Симпозіум з міжкультурного діалогу
- 1996 : Середній словник угорсько-есперанто (співавтор)